# Sociedad de Amigos del Museo Nacional de Historia Natural y del Jardín de las Plantas
La Sociedad de Amigos del Museo Nacional de Historia Natural y del Jardín de las Plantas (en francés Société des Amis du Muséum national d'histoire naturelle et du Jardin des plantes), más conocida como Los Amigos del Museo de Historia Natural (Les Amis du Muséum), es una sociedad científica francesa fundada en 1907. Tiene su sede en el Jardín de las Plantas, en París, y desde su fundación su objetivo consiste en aportar apoyo moral y financiero al Museo Nacional de Historia Natural de Francia, enriquecer sus colecciones, parques zoológicos, laboratorios, invernaderos, jardines y bibliotecas, y favorecer sus investigaciones científicas y la enseñanza que profesa. En el derecho francés su estatus es el de una «asociación de ley 1901» (association loi de 1901). Un decreto del 28 de julio de 1926 la reconoció como asociación de interés público.

## Historia
La Sociedad fue fundada en 1907 por Edmond Perrier, anatomista, zoólogo y director del Museo Nacional de Historia Natural de Francia. En aquellos años, las exposiciones coloniales hacen que un número creciente de personas empiece a interesarse cada vez más en los nuevos descubrimientos, pero el Museo Nacional de Historia Natural de Francia no dispone de los medios para finanzar nuevas adquisiciones. Perrier decide entonces crear una suerte de filial privada del establecimiento para poder apoyar y financiar las acciones del Museo (véanse, en francés, los estatutos de la Sociedad). Entre los primeros «Amigos del Museo» se cuentan numerosas personalidades célebres de la época que aportan la influencia de su notoriedad participando en la adquisición de nuevos especímenes así como aportando directamente ayuda financiera. Algunos ejemplos son Aristide Briand, Raymond Poincaré, Émile Loubet, Paul Doumer pero también el príncipe Alberto I de Mónaco, Roland Bonaparte y Edmond James de Rothschild. En 1909, la primera donación que la Sociedad de Amigos del Museo ofrece al Museo de Historia Natural es un fósil de ictiosaurio, fósil todavía expuesto hoy en día en la Galería de Paleontología. Desde sus inicios, la Sociedad organiza actividades para sus miembros.
La primera publicación de los Amigos del Museo aparece en 1913 bajo el título de Nouvelles du Muséum («Noticas del Museo de Historia Natural»). Tiene diferentes propósitos, uno de ellos el de informar a los miembros de la asociación sobre las diferentes actividades organizadas. Nouvelles du Muséum es el antepasado directo del actual boletín (cuatrimestral desde 2020). Desde el primer número, cada número incluye como mínimo un artículo científico. Desde 1913 los diferentes boletines informativos, bajo sus diferentes títulos en función de las épocas, han sido publicados en gran número a pesar de algunas interrupciones debido a guerras o a falta de fondos. En la actualidad el boletín sigue siendo gratuito para los miembros de la asociación y sigue siendo publicado cada tres meses. Desde 2012 viene acompañado por un suplemento titulado L'Espace Jeunes («El espacio para los jóvenes»).
En 1926, bajo el presidente Paul Doumer, en aquella época ministro de las finanzas, los Amigos del Museo de Historia Natural reciben el estatus de «asociación reconocida de interés público» (association reconnue d'utilité publique). Este estatus permite que la Sociedad reciba donaciones y legados por parte del gobierno francés.
En 1935 se crea una sección júnior para los jóvenes de menos de quince años. Por otro lado, se abren dos filiales de la asociación, una en Arcachón y otra en Antananarivo, con el objetivo de sostener las acciones del Museo Nacional de Historia Natural. En ese mismo año se diseña el logotipo de la Sociedad. El logotipo representa los tres reinos de la naturaleza: mineral, vegetal y animal. En los años 1930, la Sociedad tiene un papel importante en la creación del Parque Zoológico de París.
La secretaría cierra en 1940 pero la Sociedad sobrevive durante la ocupación alemana. Las conferencias vuelven en 1941 (una al mes) y Marcel Duveau, secretario general entre 1932 y 1957, vuelve en 1942. Un único boletín es publicado en 1942 antes de reaparecer de forma regular en 1948 bajo el título de Feuille d'information (Hoja de información).
En los años 1950, bajo la impulsión de su secretario general, Marcel Duveau, la Sociedad entra en un período de gran actividad y hacia 1955 alcanza unos 120.000 miembros. La secretaría se establece en la casa de Cuvier hacia finales de 1953. En los años 1960 la asociación entra en declive a pesar de que una personalidad como Jean Rostand hace parte de su consejo de administración. El escritor Maurice Genevoix ocupa la presidencia de 1970 a 1980.
Tras la desaparición de Maurice Genevoix, la presidencia del profesor Maurice Fontaine está particularmente marcada, en 1990, por la obtención de la gratuidad de acceso a todos los espacios de pago del Jardín de las Plantas. En efecto ese privilegio había sido suprimido en 1923 y su reaparición, particularmente apreciada por el público, permitió que la Sociedad volviera a incrementar su número de socios. De 1991 a 2004, el presidente Yves Laissus, antiguo director de la Biblioteca Central del Museo Nacional de Historia Natural, y el profesor Raymond Pujol, secretario general, se encuentran así con una situación favorable para el desarrollo de la Sociedad, que alcanza los 2.500 socios a finales del siglo XX. Desde 2004 y su centenario en 2007, la Sociedad, presidida entonces por el profesor Jean-Pierre Gasc, conoce un aumento de visibilidad pública, sobre todo gracias a internet, y desarrolla y diversifica sus misiones tradicionales: conferencias abiertas a todo el mundo, ayudas al Museo Nacional de Historia Natural, salidas y excursiones científicas, participación anual en actividades organizadas por el Museo Nacional de Historia Natural como la Fiesta de la Naturaleza y la Fiesta de la Ciencia, proyecto de restitución del estanque histórico de la explanada Milne-Edwards etc.

### Adquisiciones y otros aportes
- 1909: Ictiosaurio fósil[3]
- 1910: Dibujos de Helen du Moustier de Marsilly[10]
- 1913: Colección de insectos para el laboratorio de entomología
- 1933: Colecciones de lepidópteros de Hans Fruhstorfer[3]
- 1957: Compra de la parcela llamada «abri Pataud» («abrigo rocoso Pataud»), situada en Les Eyzies-de-Tayac-Sireuil (Dordoña) y donación donación de la parcela al Museo de Historia Natural
- 1993: Colecciones de vitelas de C. Herpe-Graziani
- 1995  
  - 920 documentos de correspondencia dirigida a Gabriel Bertrand
  - Cartas de Buffon a Suzanne Curchod
  - manuscritos del marqués de Condorcet
- 1996
  - colecciones africanas para el laboratorio de zoología
  - colecciones de anfibios del Zaire
- 1997  
  - obra de C. Jacqueme Poissons et animaux marins («Peces y animales marinos»)
  - colecciones de acuarelas de Madeleine Basseporte, Faune et flore d'Île-de-France («Flora y fauna de Isla de Francia»)
- 1998 
  - pinturas ornitológicas de Wahast
  - Cartera portadocumentos del barón Georges Cuvier
- 1999 
  - manuscritos de Alcide d'Orbigny Voyages dans l'Amérique méridionale[11] («Viaje en América meridional»)
  - 2000
  - manuscrito de Buffon Les Époques de la nature («Las épocas de la naturaleza»)
  - once láminas originales sobre insectos, por G. du Chatenet
- 2001: obras científicas para el laboratorio de zoología, sección mamíferos y aves
- 2003
  - especímenes de cristales de cinabrios sobre cuarzo del Kirguistán y fluorita sobre cuarzo de Rusia
  - documentos relacionados con Pierre-Joseph Redouté
- 2004: manuscritos de J.H. Fabre destinados al Harmas
- 2005: manuscritos autógrafos de historia natural de J.H. Fabre
- 2006: ouvrage d'Étienne de Laigue "Singulier traité sur des tortues, escargots et grenouilles et artichauts"[12] («Singular tratado sobre tortugas, caracoles, ranas y alcachofas»)
- 2007 
  - Renovación de la estatua de Buffon par Carlus
  - Publicación de L’Histoire naturelle des courges («Historia natural de las cucurbitáceas») de Antoine-Nicolas Duchesne
- 2009: Manuscritos autógrafos de A.-L. de Jussieu, de A. Thouin y de C. Darwin
- 2010: Flora de Nicolas François Regnault (85 láminas de mediados del siglo XVIII) y fotografías del duque de Orleans
- 2012
  - Participación en la realización de una película sobre Théodore Monod
  - Apoyo para la publicación de Animal certifié conforme («Animal certificado conforme»), bajo la dirección de B. Lizet y J. Milliet (Ediciones Dunod)
- 2013: Compra del meteorito de Draveil para las colecciones del Museo de Historial Natural.
- 2014: Exposición en el Centro de Acogida y de Investigación de los Archivos Nacionales, en París: Retour à l’Eden, une expédition au temps des lumières en Tasmanie («Vuelta al Edén, una expedición en los tiempos de la ilustración en Tasmania»)

Léon Bourgeois, primer presidente de los Amis du Muséum

### Presidentes[3]
- 1907 - 1922: Léon Bourgeois, político y escultor francés
- 1922 - 1931: Paul Doumer, hombre de estado y presidente de la república francesa
- 1932 - 1945: Marcel Olivier, autor, gobernador general de Madagascar
- 1945 - 1961: Jules Marcel de Coppet, gobernador de Madagascar
- 1961 - 1968: Julien Marnier-Lapostolle, botánico
- 1968 - 1969: Robert Genty, coronel
- 1970 - 1980: Maurice Genevoix, escritor de novelas y poeta
- 1981 - 1991: Maurice Fontaine, eminente biólogo francés
- 1991 - 2004: Yves Laissus, archivista paleógrafo, antiguo director de la Biblioteca Central del Museo Nacional de Historia Natural de Francia, inspector general honorífico de las bibliotecas
- 2004 - 2016: Jean-Pierre Gasc, especialista de la locomoción de los vertebrados, profesor emérito del Museo Nacional de Historia Natural de Francia
- Deste 2016: Bernard Bodo, especialista de la química de las substancias naturales, profesor emérito del Museo Nacional de Historia Natural de Francia

## Servicios
La Sociedad de Amigos del Museo de Historia Natural lleva a cabo sus acciones principalmente a través de las formas siguientes:
- Financiación de proyectos científicos y de misiones de investigadores del Museo, a menudo jóvenes doctorandos.
- Adquisición de especímenes para las colecciones del Museo.
- Adquisición de obras para la biblioteca del Museo.
- Financiación de proyectos editoriales y de libros.
- Conferencias semanales durante el curso escolar, a menudo impartidas por investigadores remunerados.

La Sociedad ofrece las siguientes ventajas a sus socios:
- Una reducción de precio a la hora de comprar la tarjeta de abono anual (Pass annuel Muséum), la cual da acceso a las principales instalaciones del Museo. En el Jardín de las Plantas, por ejemplo, la Galería de Paleontología y Anatomía Comparada, la Galería de Mineralogía y Geología, la Gran Galería de la Evolución, la Galería de Botánica, los Grandes Invernaderos del Jardín de las Plantas, la Ménagerie du Jardin des plantes, el Parque Zoológico de París, el Museo del Hombre y, en las inmediaciones de París y en otras regiones de Francia, establecimientos del Museo de Historia Natural como por ejemplo la Reserva Zoológica de la Haute-Touche, la Estación de Biología Marina de Concarneau, el Arboreto de Chèvreloup, el Jardín botánico de Val Rahmeh o el Harmas de Fabre.[15]
- Viajes de interés científico y excursiones en Francia y en el extranjero.
- Reducción de tarifa (35% de descuento) a la hora de comprar las obras de historia natural de las Publicaciones Científicas del Museo de Historia Natural, la editorial oficial de la institución, así como de algunas otras publicaciones.
- Clases de dibujo de animales para los jóvenes (en colaboración con el Museo de Historia Natural).
- Una suscripción gratuita al boletín de la Sociedad, el Bulletin des Amis du Muséum (Boletín de los Amigos del Museo de Historia Natural), publicación impresa y distribuida por correo postal a los socios (cuatrimestral, tres números anuales).
- La secretaría de la Sociedad en la Casa de Cuvier (donde Georges Cuvier vivió y falleció en 1832), abierta de 14h30 a 17:30, de martes a sábado, acoge e informa a los socios, valida las suscripciones, organiza y planifica las actividades así como las salidas y viajes.

## Administración y funcionamiento
La asociación está administrada por un consejo compuesto de dieciséis a veinticuatro miembros elegidos mediante votación secreta durante la asamblea general anual. El mandato de cada miembro del consejo está previsto para una duración de cuatro años. Los miembros del consejo son elegidos entre las categorías de miembros de las que se compone la asamblea. Los profesores del Museo que son miembros de la asociación son miembros del consejo por defecto aunque con su presencia excedan el número máximo de administradores previsto por los estatutos de la asociación.
La renovación del consejo tiene lugar por cuartos. Los miembros en fin de mandato pueden ser reelegidos si lo desean. El consejo elige entre sus miembros, mediante votación secreta, una junta directiva central compuesta por un presidente, dos vicepresidentes, un secretario general, un tesorero y, eventualmente, un tesorero adjunto. Los demás miembros del consejo son miembros convencionales y asisten a las reuniones del consejo pero sinn autorización expresa del presidente no asisten a las reuniones de la junta directiva central. Los antiguos presidentes pueden ser nombrados presidentes honoríficos. La junta directiva central es elegida por un año, excepto el secretario general, que es elegido por cuatro años. El consejo se reúne al menos una vez cada seis meses y siempre que sea convocado por su presidente o a petición de una cuarta parte de sus miembros. Para la validez de las deliberaciones es necesaria la presencia de un tercio de los miembros del consejo.
Cada reunión exige la redacción de un acta. Las actas son firmadas por el presidente y por el secretario general y se transcriben sin espacios en blanco ni tachaduras en un registro anotado por el prefecto de París o por su delegado. Los miembros de la asociación no pueden percibir remuneración alguna por las funciones que cumplen. Sólo el reembolso de gastos está autorizado.
Con su carné de socio los miembros benefician, entre otras ventajas, del acceso a las conferencias organizadas por la asociación, de una suscripción a la publicación cuatrimestral de la asociación, de salidas y excursiones organizadas por la asociación y de descuentos para la tarjeta Pass Muséum Annuel y para las publicaciones científicas del Museo.

## Personas clave
Personalidades que han presidido la asociación o participado activamente en su desarrollo: Émile Loubet, Raymond Poincaré, Paul Doumer, Alberto I de Mónaco, el Príncipe Roland Napoléon Bonaparte, Edmond Perrier, Léon Bourgeois, Edmond James de Rothschild, Édouard Herriot, Gustave Eiffel, Camille Saint-Saëns, Jean-Baptiste Charcot, André Gide, Maurice Genevoix, Théodore Monod, Haroun Tazieff, Louis Mangin, Ernest Olivier, Paul Lemoine, Louis Germain, Achille Urbain, Roger Jean Heim, Maurice Fontaine, Yves Le Grand, Jean Dorst, Philippe Taquet, Henry de Lumley, Yves Laissus, Jean-Claude Monnet, Raymond Pujol.